# Isosomodes nigriceps
Isosomodes nigriceps är en stekelart som beskrevs av William Harris Ashmead 1904. Isosomodes nigriceps ingår i släktet Isosomodes och familjen kragglanssteklar. Inga underarter finns listade i Catalogue of Life.